# نئو-فوتوریسم
نئوفوتوریسم یا آینده‌گرایی نو (انگلیسی: Neo-futurism) یک جنبش هنری، طراحی و معماری است که از اواخر قرن بیستم آغاز شده و در قرن بیست و یکم ادامه دارد. به نئو فوتوریسم به عنوان عبور از معماری پست‌مدرن نگاه می‌شود و یک باور آرمان‌گرایانه به آینده‌ای بهتر را نمایندگی می‌کند. این جنبش آوان-گارد در کارهای آلوار آلتو و باکمینستر فولر در میانه قرن بیستم ریشه دارد. آرت دکو استارت اولیه نئو فوتوریسم را زد و بعد معماری های-تک تأثیر فراوانی بر نئو فوتوریسم داشت.

## نگارخانه

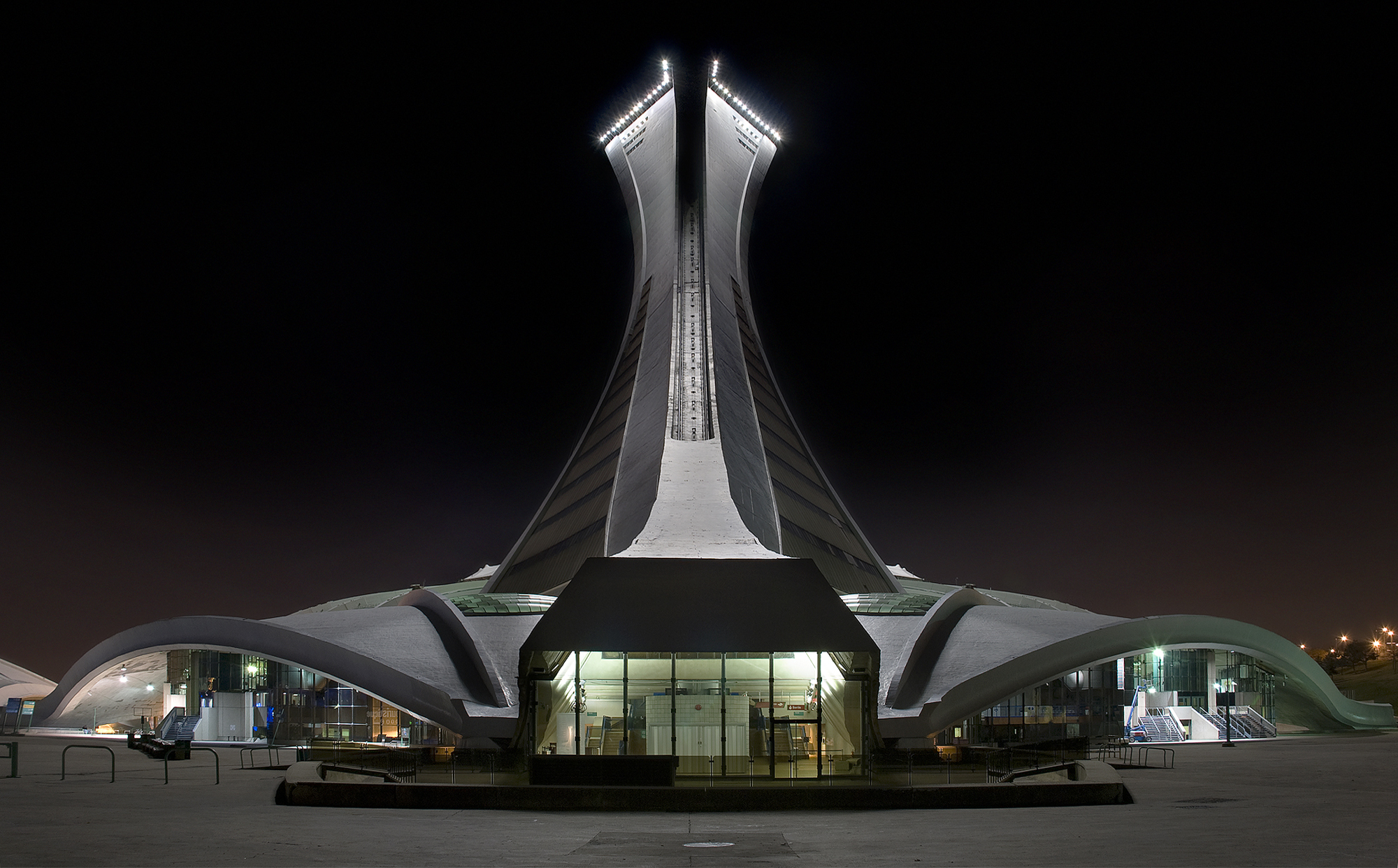
ورزشگاه المپیک مونترآل در مونترآل
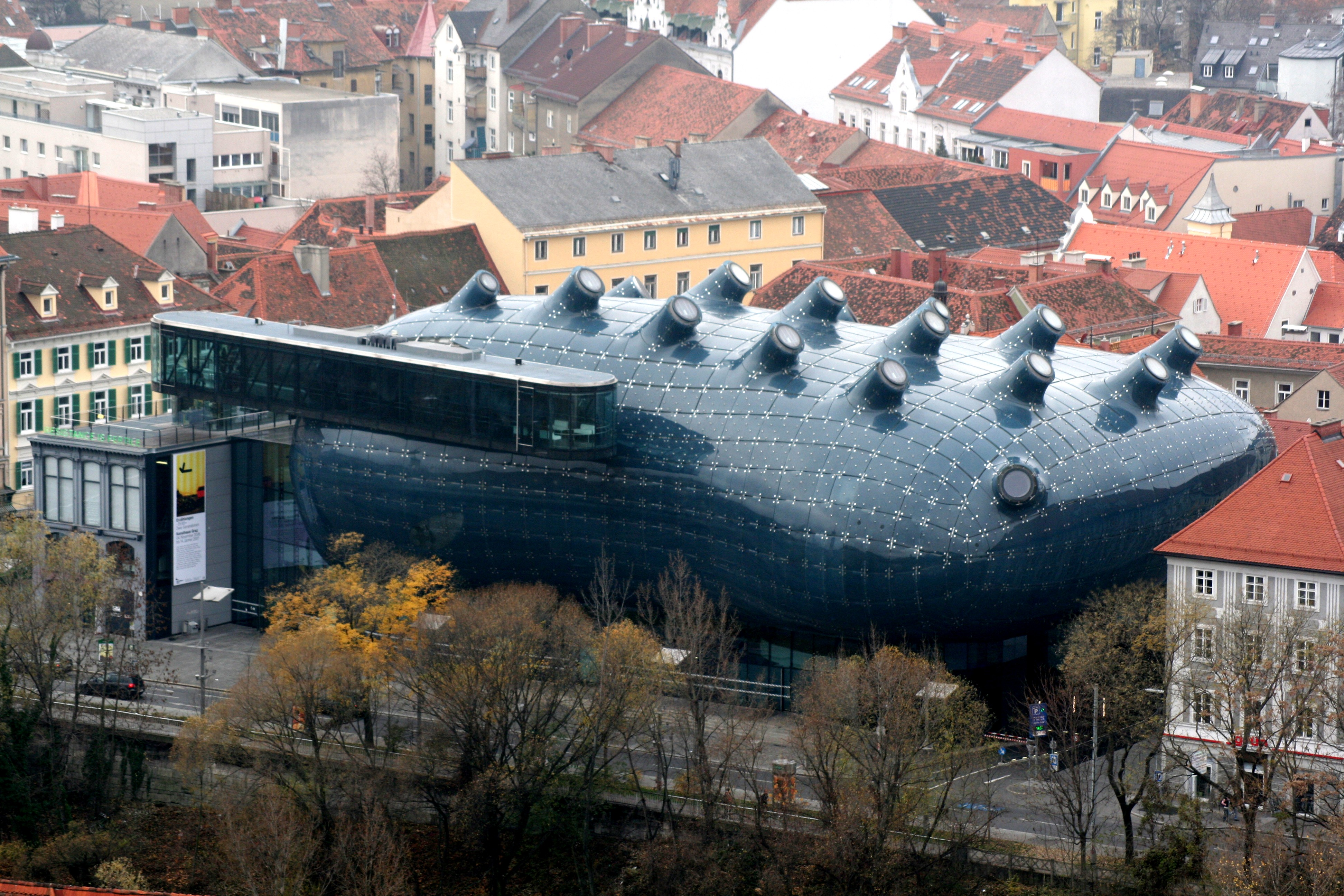
اثری از  پیتر کوک (معمار)  در گراتس
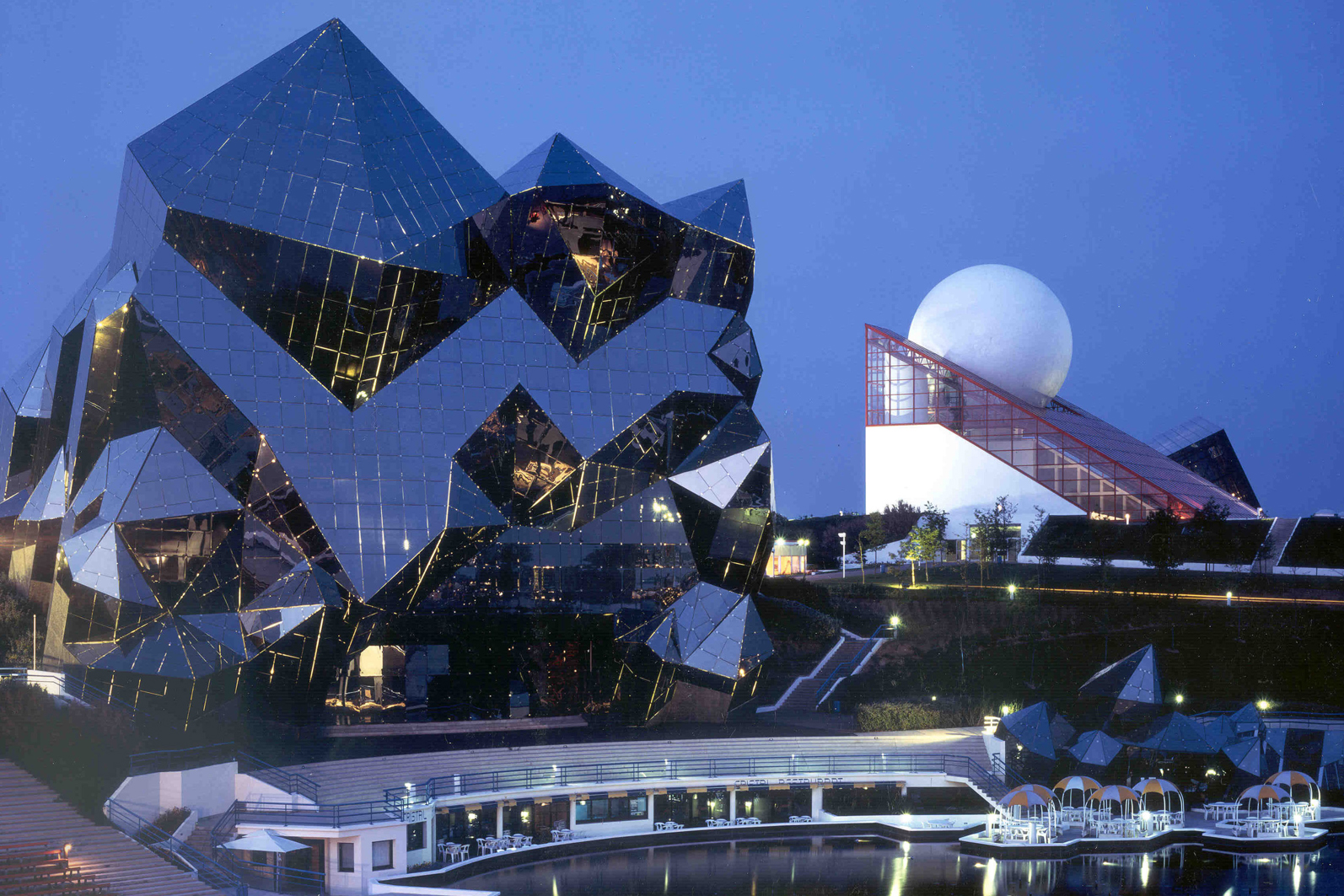
فوتوروسکوپ در پواتیه
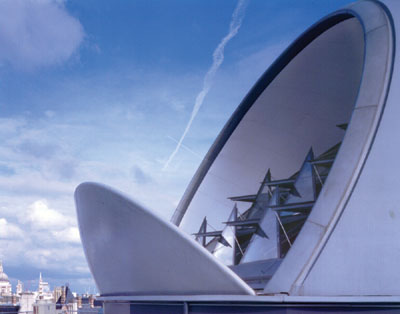
کتابخانه «LSE» در لندن، اثری از نورمن فاستر
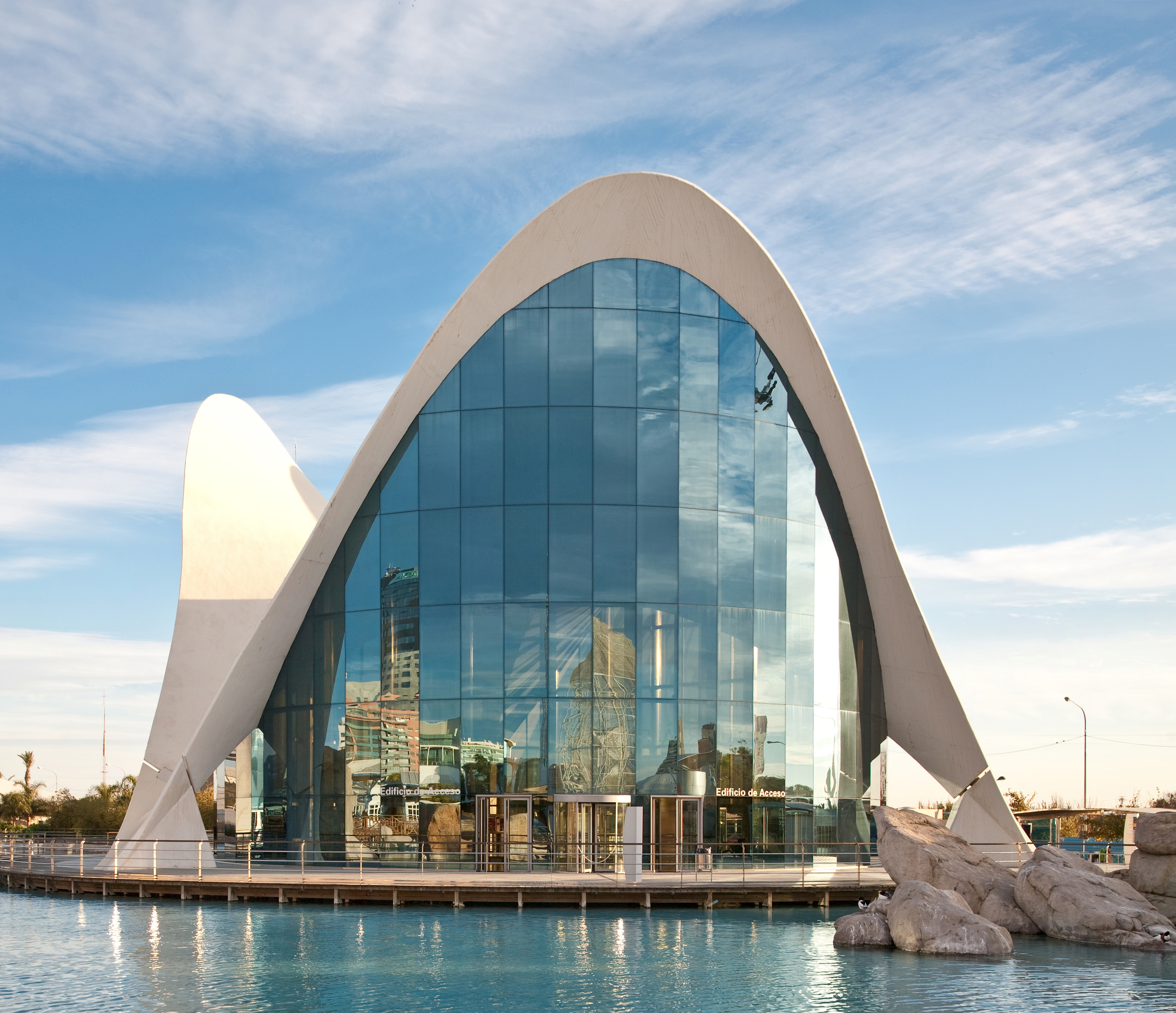
شهر هنرها و علوم در والنسیا از فلیکس کاندلا
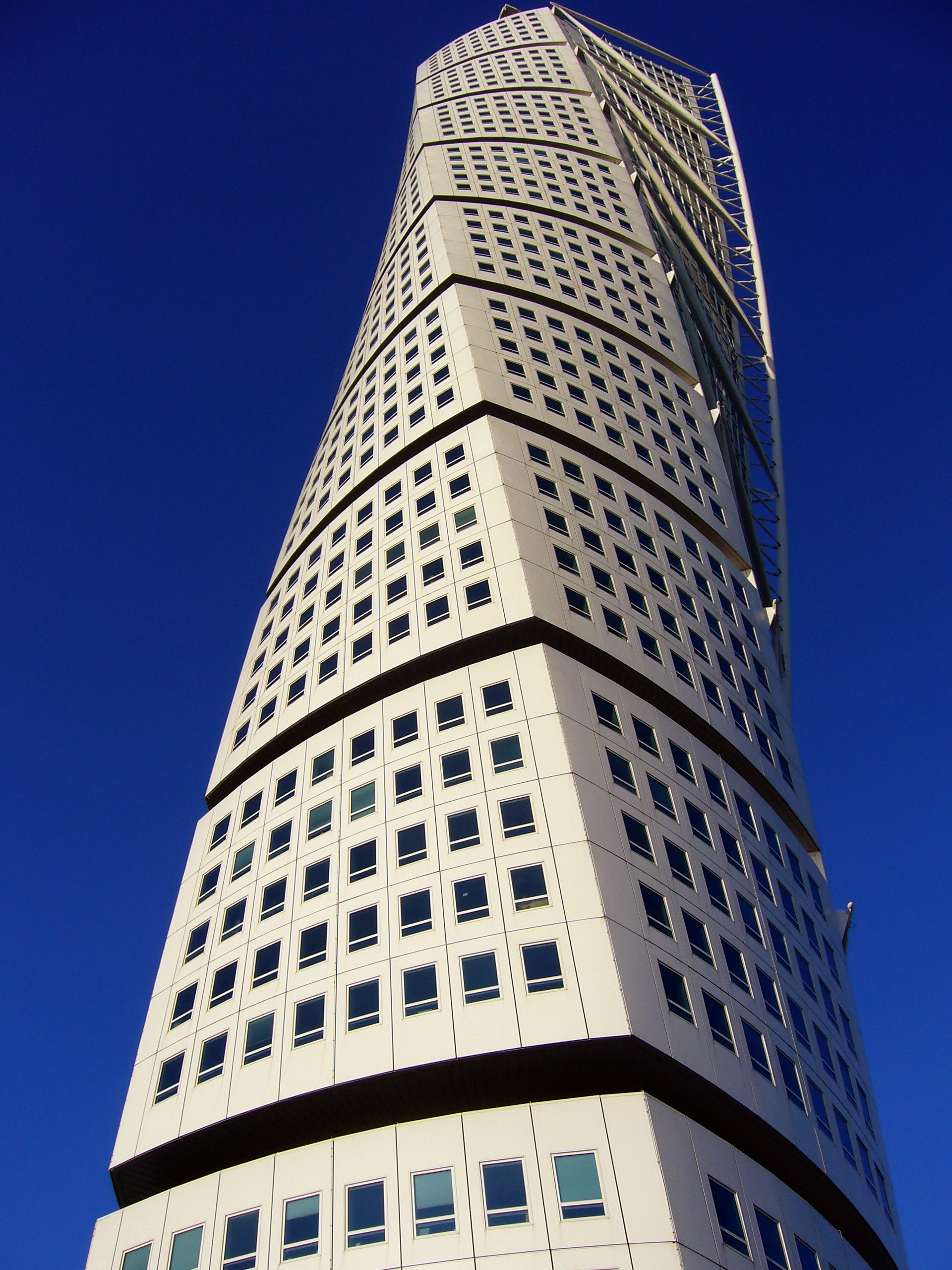
برج پیچنده در مالمو
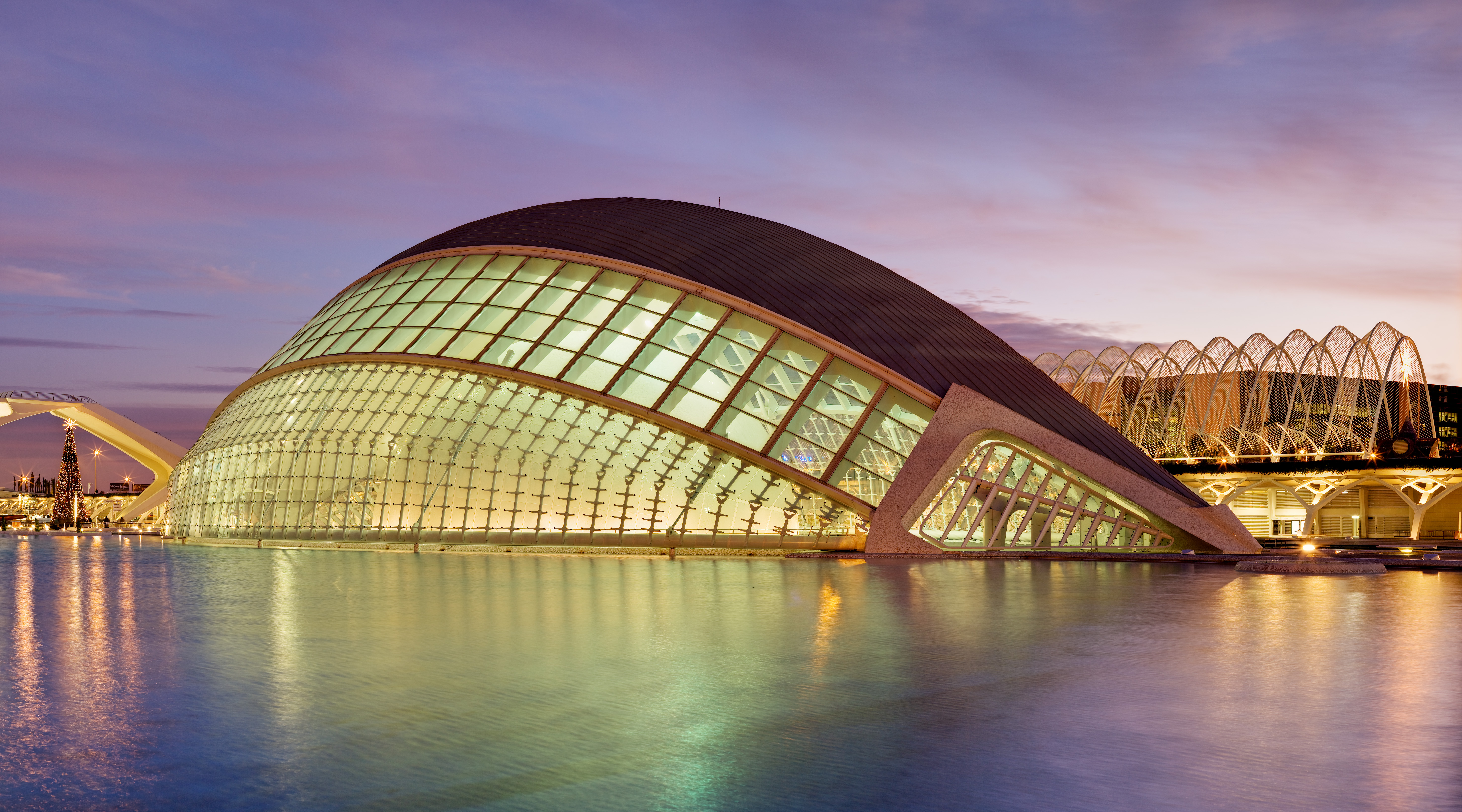
شهر هنرها و علوم
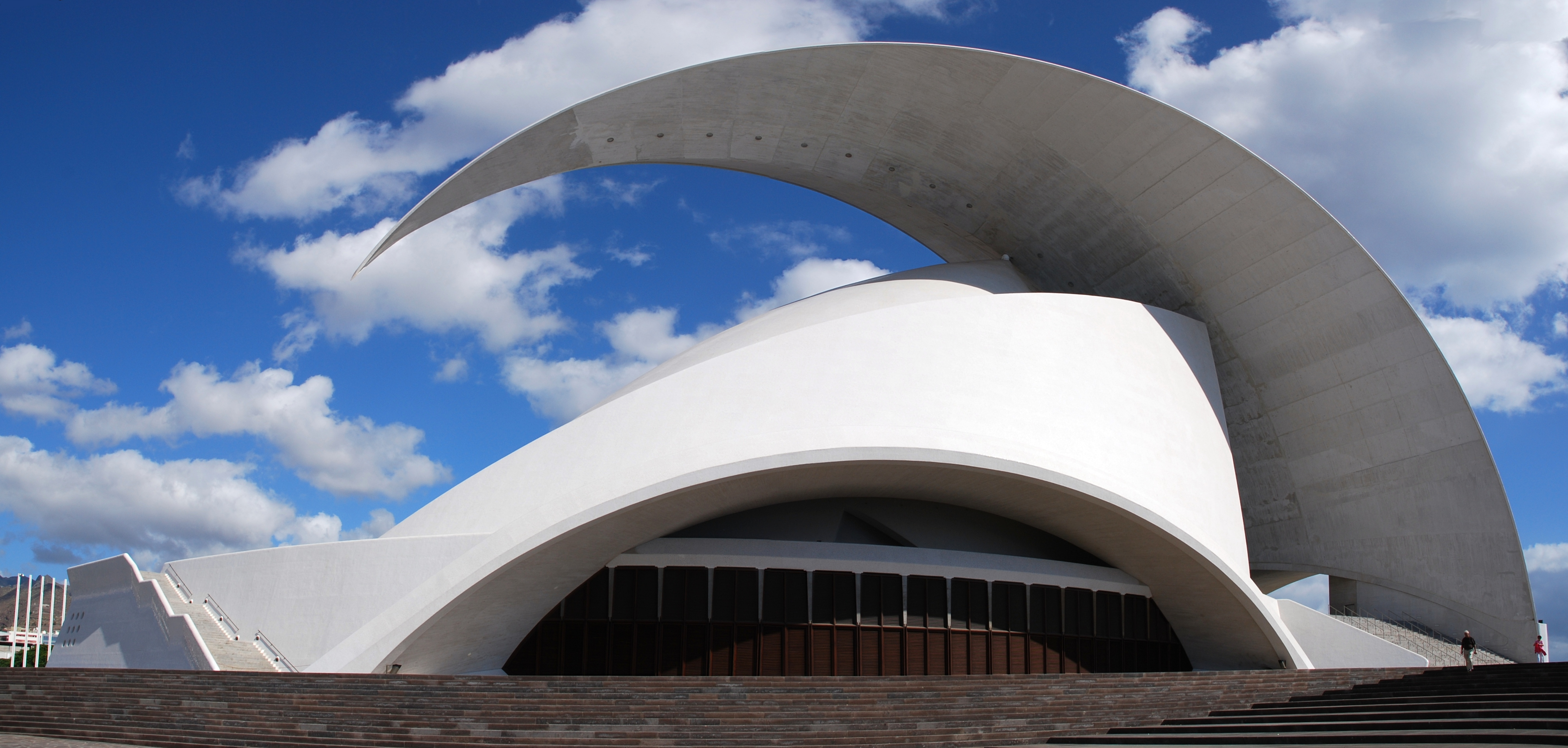
تالار تنریفه در سانتا کروس (اسپانیا)
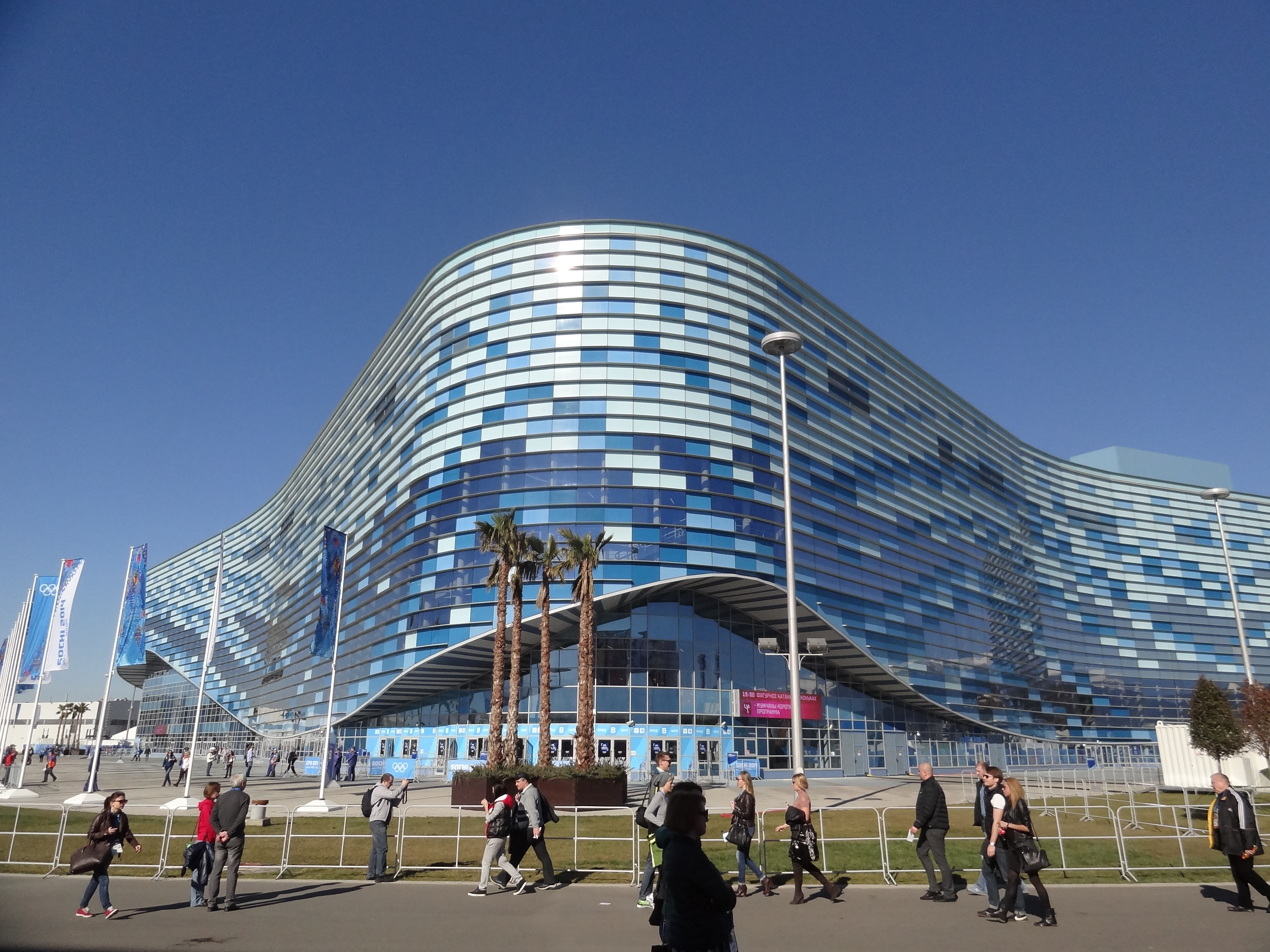
کاخ آیسبرگ در سوچی
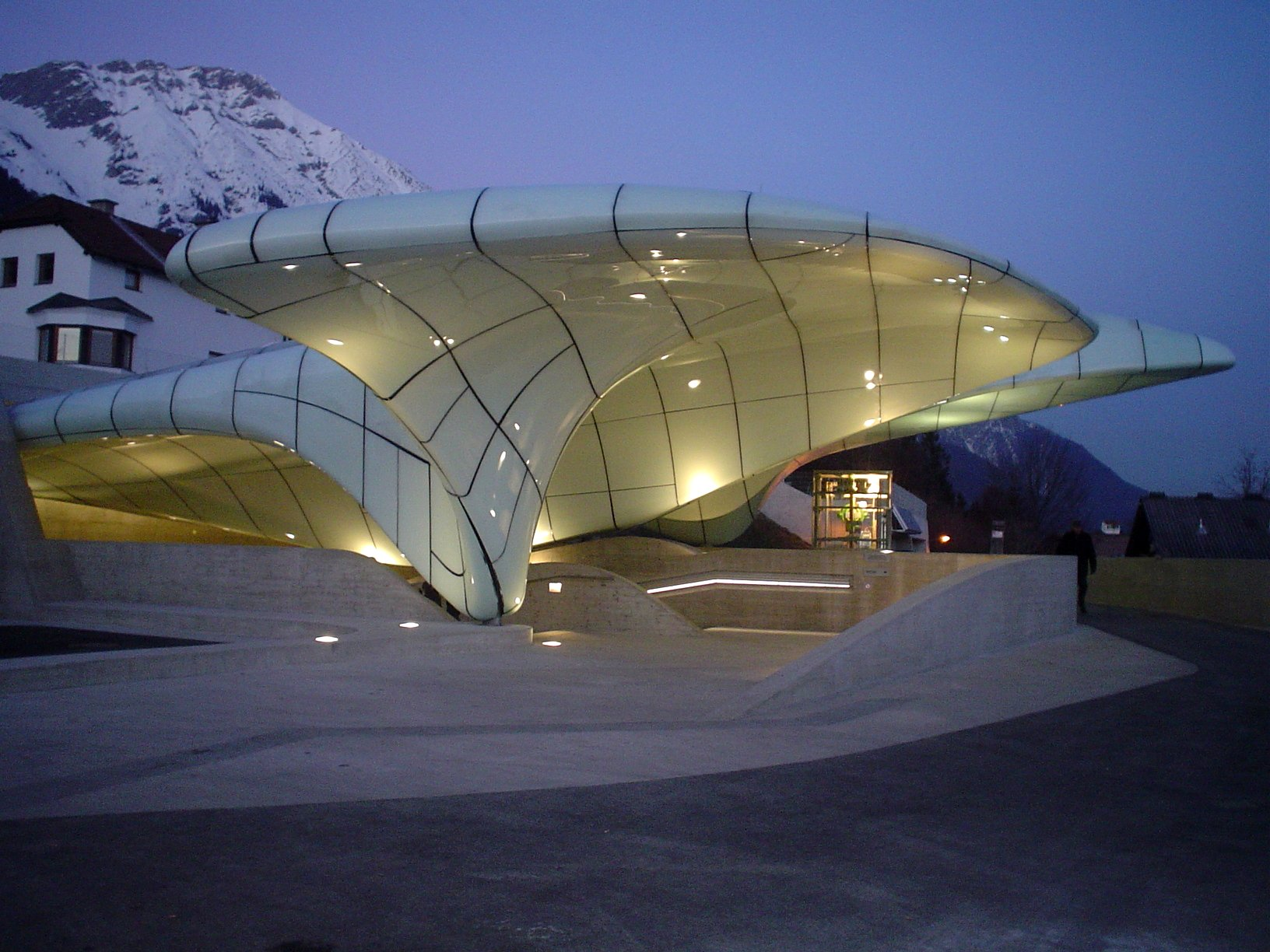
اثری از زاها حدید
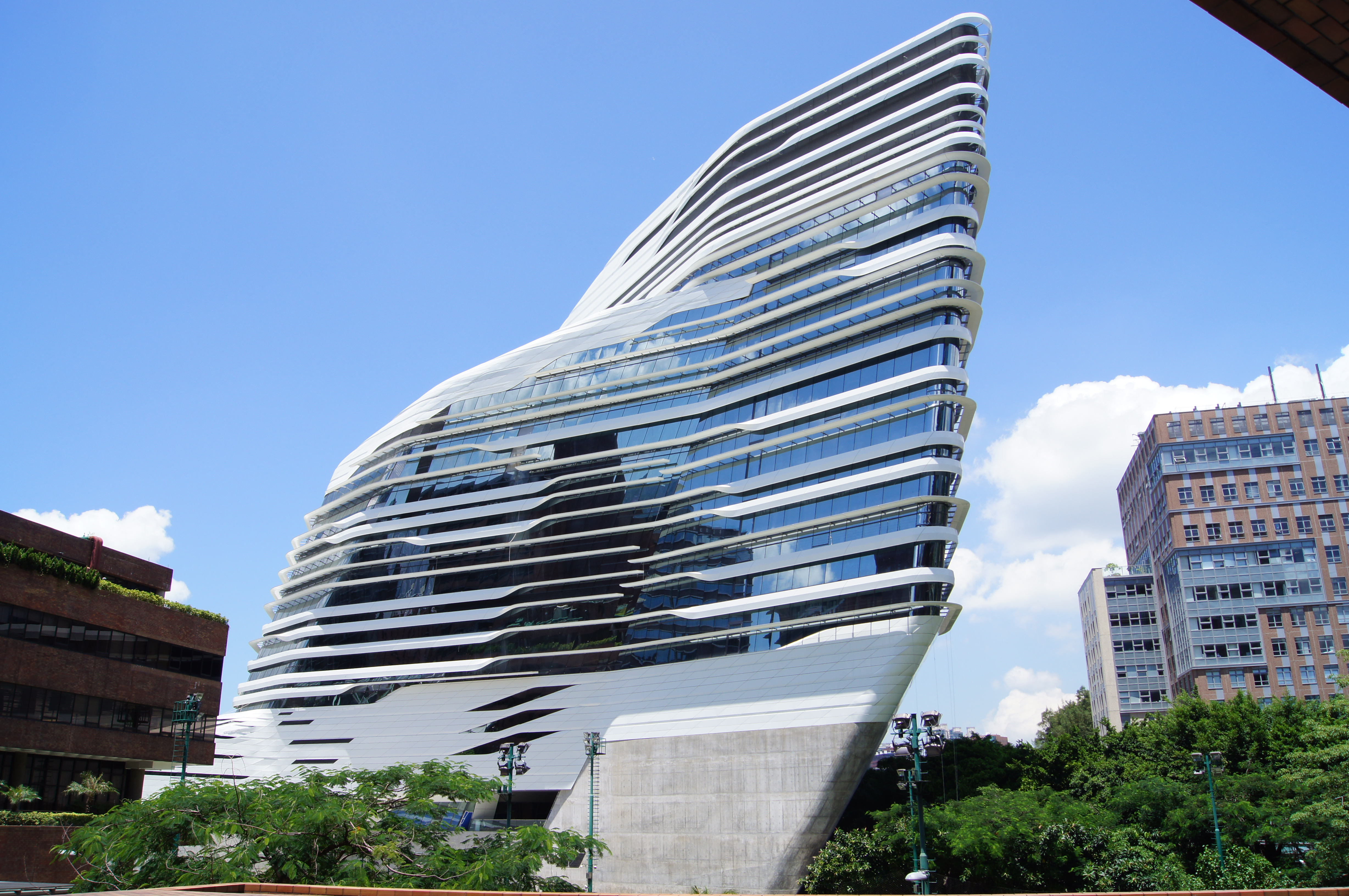
جاکی کلاب در هنگ کنگ از زها حدید
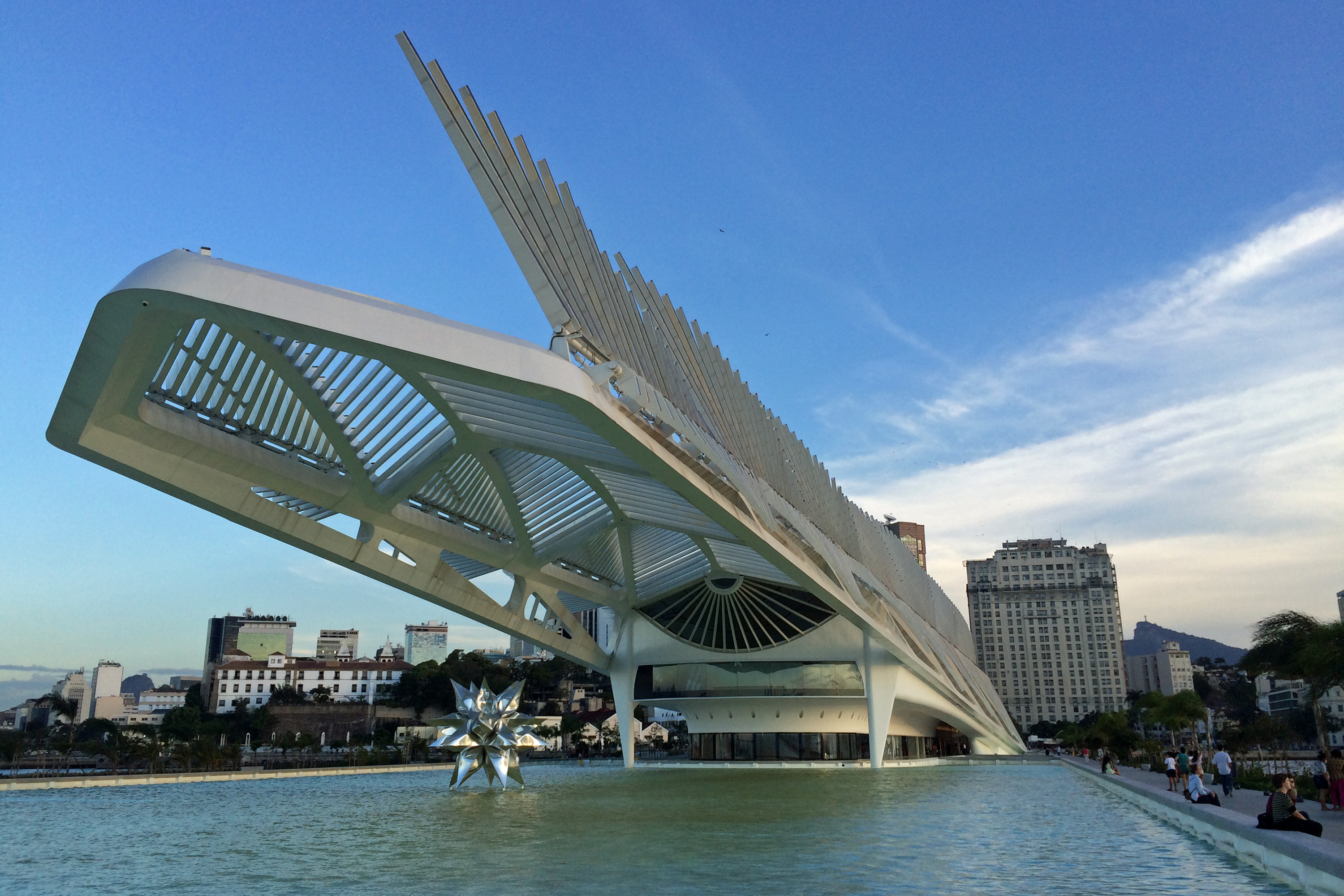
موزه فردا در ریو دو ژانیرو
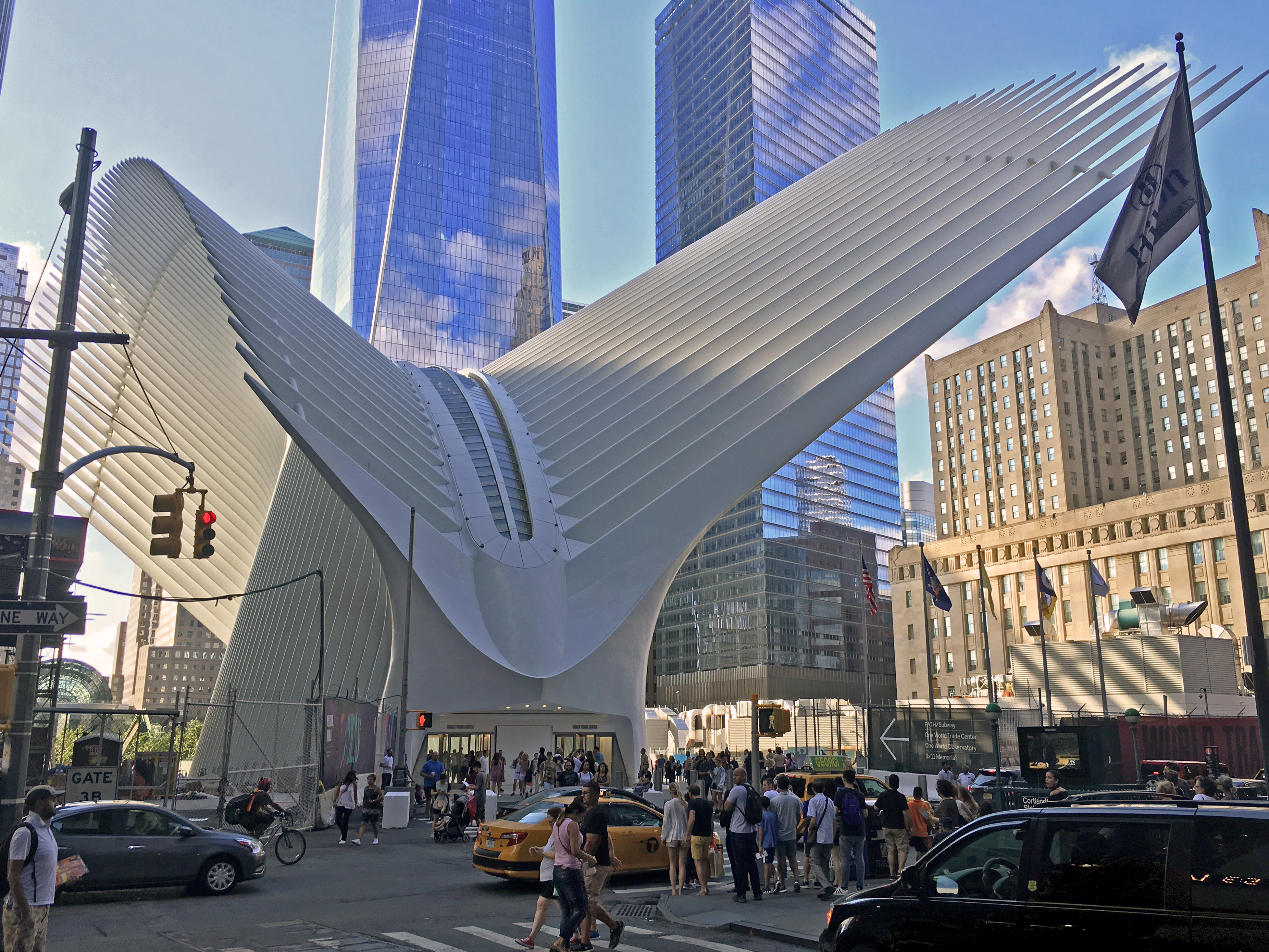
ایستگاه مرکز تجارت جهانی در نیویورک
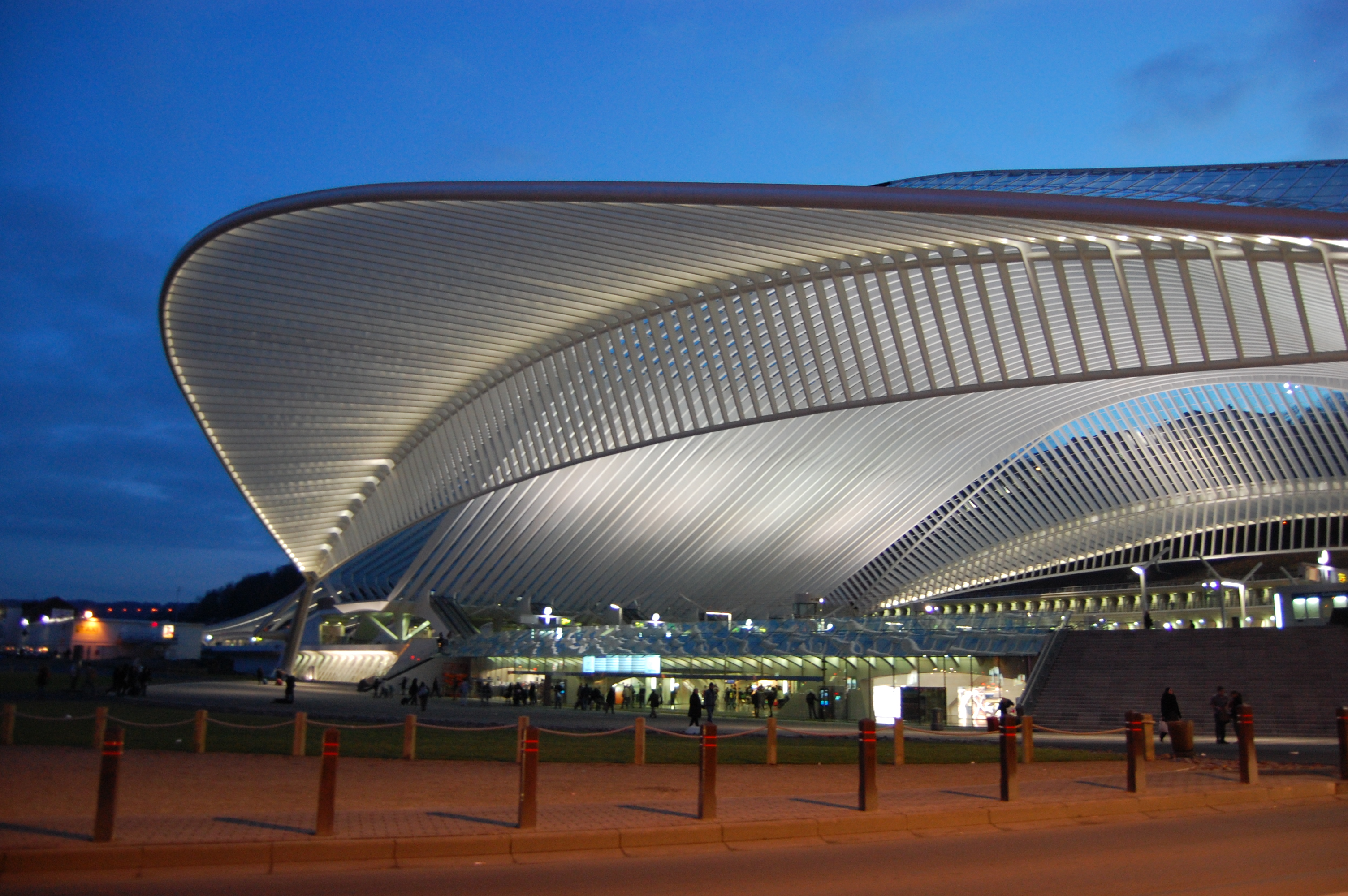
ایستگاه راه‌آهن در لیژ،  بلژیک
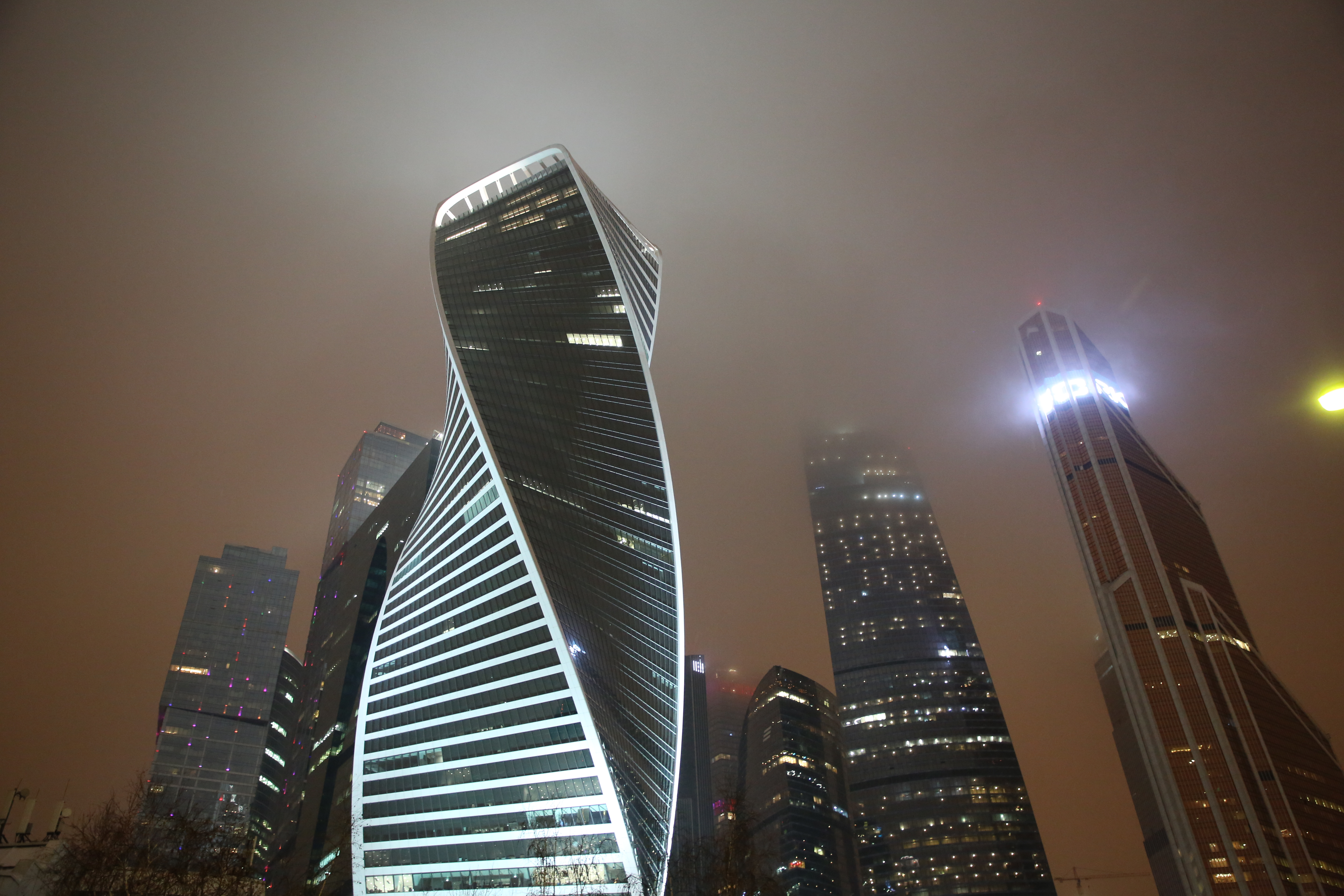
برج اولوشن در مسکو